# Tricleidus

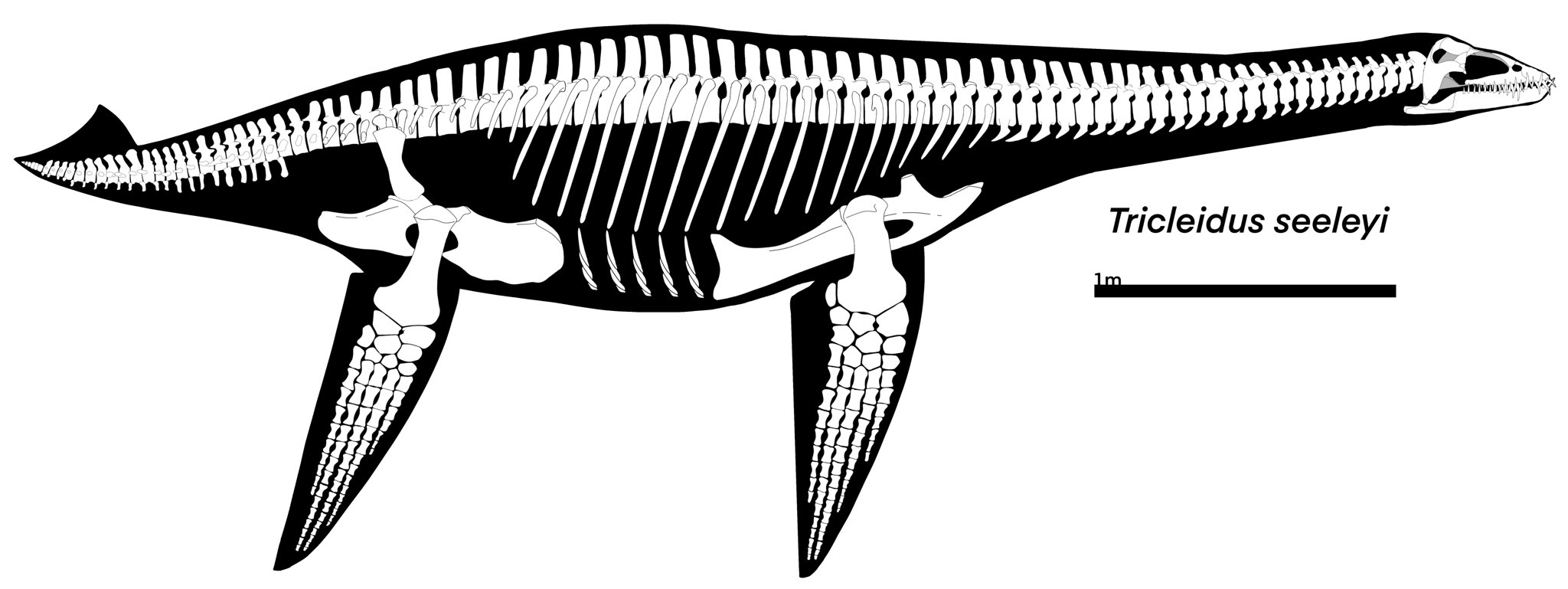
Diagrama esquelético.

Tricleidus es un género extinto de plesiosaurios de la familia Cryptoclididae conocido a partir de un único espécimen (BMNH R3539) del jurásico medio en Reino Unido. Fue nombrado por primera vez por Andrews en 1909 y la especie tipo es Tricleidus seeleyi.

Tamaño del Tricleidus con el de un ser humano.